# Jürgen Mantell
Jürgen Mantell (* 21. März 1944 in Quedlinburg) ist ein deutscher Politiker, Verwaltungsbeamter und Sportfunktionär.

## Leben
Mantell, der den Spitznamen „Eddy“ trägt, spielte mehr als 30 Jahre lang Hockey im Duisburger Club Raffelberg und in Hamburg beim Harvestehuder THC.
Am 1. April 1998 trat Mantell seinen Dienst als Leiter des Bezirksamtes Eimsbüttel an, nachdem er diesen Posten kommissarisch bereits seit September 1996 ausgeführt hatte. Im Frühjahr 2010 schied der promovierte Jurist als Bezirksamtsleiter aus und ging in den Ruhestand. In seine Amtszeit fielen unter anderem der Verkauf des Wasserturms im Schanzenpark sowie dessen anschließender Umbau.
Im Juni 2014 wurde das SPD-Mitglied Mantell zum Vorsitzenden des Hamburger Sportbundes (HSB) gewählt. Zuvor war er bereits von 2012 bis 2014 HSB-Vizepräsident für Sportinfrastruktur.
Er war in zweiter Ehe bis zu ihrem Tod im Jahr 2025 mit der Politikerin Thea Bock verheiratet.